# Бабуадзе, Георгий Амиранович
Георгий Бабуадзе (груз. ბაბუაძე გიორგი; род. 22 декабря 1970) — грузинский футболист, игравший на позиции вратаря.

## Биография
Футбольную карьеру начал в 1987 году в дублирующем составе тбилисского «Динамо», за который сыграл 4 матча. В следующем году защищал цвета кутаисского «Торпедо». В 1989 году перешёл в другой второлиговый клуб — «Колхети» (Хобби). В 1990 году в составе этого клуба дебютировал в высшем чемпионате Грузии. Сезон 1991/92 провёл в составе «Амирани». В 1992 году перешёл в «Маргвети» (Зестафони).
Во время зимнего перерыва сезона 1993/94 подписал контракт с украинским клубом «Темп» (Шепетовка), но до конца сезона на поле не выходил. Дебют в новой команде состоялся в следующем сезоне в выездном поединке высшей лиги против киевского «Динамо». Георгий вышел на поле на 52-й минуте, заменив Олега Колесова. В футболке «Темпа» сыграл 22 матча и пропустил 30 мячей, ещё 1 поединок (1 пропущенный мяч) провёл в Кубке Украины. Вторую часть сезона 1995/96 провел в черновицкой «Буковине». Дебютировал в футболке «жёлто-чёрных» 13 мая 1996 в домашнем поединке 34-го тура первой лиги против «СК Одесса». Бабуадзе вышел на поле в стартовом составе и отыграл весь матч. В составе «Буковины» сыграл 5 матчей, в которых пропустил 6 мячей.
Сезон 1996/97 начал на родине, играя за «Сиони» (12 матчей). Во время зимнего перерыва вернулся в Украину, где подписал контракт с клубом «Подолье». Дебютировал в составе хмельницкого коллектива в выездном поединке 25-го тура первой лиги против СК «Николаев». Бабуадзе вышел на поле в стартовом составе и отыграл весь матч. В составе «Подолье» провел 47 матчей, в которых пропустил 41 мяч, ещё 1 поединок (1 пропущенный мяч) провёл в кубке Украины. По окончании сезона покинул расположение клуба.
В 1999 году вернулся в Грузию, где стал игроком местного «Колхети» (Хобби), но закрепиться в команде не сумел, сыграв 7 матчей в грузинском чемпионате, и вторую часть сезона 1999/00 начал в составе хмельницкого «Подолья». После  возвращения дебютировал в футболке украинского матча в домашнем поединке 16-го тура группы А второй лиги против винницкой «Нивы». Бабуадзе вышел на поле в стартовом составе и отыграл весь матч. В составе «Подолье» сыграл 22 матча, в которых пропустил 35 мячей. Во время зимней паузы в чемпионате покинул расположение клуба.
Вторую часть сезона 2000/01 провел в составе любительского клуба ПТП ИНАПиК из города Дунаевцы (4 матча, 6 пропущенных мячей), который выступал в чемпионате Хмельницкой области. С 2008 по 2010 год находился в заявке грузинского клуба «Олимпи» (Рустави), но на поле не выходил.